# Rafael Santana (futbolista)
Rafael Santana Fontes (Santa Cruz de Tenerife, España, 1 de diciembre de 1944) es un exfutbolista y entrenador venezolano de origen español considerado como una de las personalidades más influyentes en la historia del fútbol venezolano. Fue fundador del equipo de fútbol Unión Deportivo Marítimo, con el que ganó un campeonato de segunda división.

## Biografía
Rafael Santana nació en 1944 en las Islas Canarias, España. Pisa suelo americano cuando contaba con 11 años de edad, al llegar a Venezuela complementa sus gustos por el fútbol. Su familia se radica en San Agustín: una popular zona de Caracas, con un estadio de béisbol a su lado y este deporte a punto de explotar en las masas.

## Trayectoria
Debutó en el profesional con el Deportivo Galicia de la Primera División de Venezuela a los 18 años de edad, en una época muy difícil para el jugador venezolano, porque sólo había un criollo por equipo, "hasta los suplentes eran extranjeros, y tenías que jugar como lateral, y si eras alto te colocaban en el medio campo, porque la delantera era para los importados, la competencia por un cupo era muy dura" afirmó.

### Debut en Copa América
Copa América 1967 la última en el formato todos contra todos, Venezuela debuta en el torneo de fútbol, lo hace con jugadores amateurs, un equipo con una sola camiseta, sin historia alguna, sin demás antecedentes, saltan al Estadio Centenario de Montevideo, en Uruguay para enfrentar a jugadores profesionales, para encarar a los monstruos de Sudamérica. 
Las cosas empezaron mal, Venezuela jugó su primer compromiso el 17 de enero de 1967, y lo hizo sin su casaca vinotinto, la suya era casi similar a la de Chile, y esto provocó que el árbitro ordenara a los venezolanos cambiarse inmediatamente, el detalle era que el equipo criollo no tenía otra camiseta alterna y debieron usar la del Club Atlético Peñarol, un conjunto de fútbol de la liga local de Uruguay y cuyos colores son el amarillo y el negro, similar a la que usa el Deportivo Táchira. 

### Primer gol en Copa América
De gran trayectoria y un amante del fútbol venezolano a los cuatro vientos, Rafa Santana es el autor del primer gol de Venezuela en Copa América, el encuentro fue ante Argentina el 25 de enero de 1967 y representaba el tercero en el calendario para los criollos, ya previamente derrotados por Chile 2:0 y por Uruguay – posteriormente el equipo campeón en esa edición- el 21 de ese mes con una goleada de 4:0. 
Seis goles en contra, ningún gol a favor. Luis Fabián Artime a la postre goleador de esa copa con 5 tantos, le marcó 3 a Venezuela en los minutos 18, 65 y 88, Juan Carlos "El pichicho" Carone en el 26 y el lateral Silvio Marzolini en el 50 fueron los autores de los 5 goles ante Venezuela. 
Sin embargo, lo histórico para Venezuela llegaría en el minuto 72, cuando Rafael Santana ante cinco mil personas asestaba el primer tanto vinotinto en la historia de este evento. 

"Marcar ese gol es la mayor alegría que tú puedes tener como futbolista y como ser humano, no sé realmente cuantas vueltas le di a la cancha, parecía la celebración de un campeonato, nadie cambiará eso".
Rafael Santana respecto al primer gol de Venezuela en Copa América.

Misma edición de la Copa América, luego del compromiso con los argentinos, era el turno de jugar ante Bolivia el 26 de enero de 1967, Venezuela con la ilusión intacta, con los mismos amateurs, con los mismos gritos de su director técnico: el argentino Rafael Franco, con su única camiseta vinotinto vencía 3 goles por cero a su rival, ante 14000 personas presentes en el Estadio Centenario de Montevideo.

#### Participaciones en eliminatorias mundialistas
| Eliminatorias     | Resultado  | PJ | Goles |
| ----------------- | ---------- | -- | ----- |
| Eliminatoria 1966 | 3° Grupo 1 | 4  | 1     |
| Eliminatoria 1970 | 4° Grupo 2 | 2  | 0     |

## Carrera como entrenador
Rafael Santana dirigió a la selección de Venezuela por primera vez en la Copa América de Argentina 87 y luego repetiría en la Copa América De Uruguay 95. También fue el técnico de la selección Sub-23 en los preolímpicos de Mar del Plata 1996, consiguiendo unas de las mejores actuaciones de selecciones de Venezuela, clasificando a la fase final del torneo y obteniendo el cuarto puesto de dicho evento.Luego continuaría como seleccionador nacional con la selección mayor en las clasificatorias al mundial de Francia 98, disputó 21 partidos, consiguiendo 3 victorias, 3 empates y 15 derrotas. Fue sustituido como seleccionador nacional por el colombo-venezolano Eduardo Borrero en 1997. Dentro del balompié profesional venezolano, ha dirigido diversos equipos, actualmente, es técnico de Metropolitanos FC.

## Clubes

### Como jugador
| Club                     | País      | Año       |
| ------------------------ | --------- | --------- |
| Deportivo Galicia        | Venezuela | 1963-1968 |
| Unión Deportiva Canarias | Venezuela | 1969-1971 |
| Deportivo Portugués      | Venezuela | 1971-1978 |

### Como entrenador
| Club                       | País      | Año       |
| -------------------------- | --------- | --------- |
| Deportivo Portugués        | Venezuela | 1982-1985 |
| Marítimo                   | Venezuela | 1985-1987 |
| Selección nacional         | Venezuela | 1987      |
| Marítimo                   | Venezuela | 1989-1990 |
| Trujillanos                | Venezuela | 1992-1995 |
| Selección nacional         | Venezuela | 1995-1996 |
| Caracas                    | Venezuela | 2002-2003 |
| Unión Deportiva Marítimo   | Venezuela | 2003-2004 |
| Aragua                     | Venezuela | 2004-2005 |
| Deportivo Chacao           | Venezuela | 2006      |
| Unión Lara                 | Venezuela | 2007-2008 |
| Real Esppor                | Venezuela | 2008-2009 |
| Deportivo Metropolitano    | Venezuela | 2012-2013 |
| ACD Lara                   | Venezuela | 2013      |
| Metropolitanos Fútbol Club | Venezuela | 2014-2018 |

## Palmarés

### Como entrenador

#### Campeonatos nacionales
| Título           | Club                             | País      | Año     |
| ---------------- | -------------------------------- | --------- | ------- |
| Primera División | Club Sport Marítimo de Venezuela | Venezuela | 1986-87 |
| Primera División | Club Sport Marítimo de Venezuela | Venezuela | 1989-90 |
| Torneo Apertura  | Caracas Fútbol Club              | Venezuela | 2002    |
| Segunda División | Unión Deportiva Marítimo         | Venezuela | 2003-04 |
| Segunda División | Aragua Fútbol Club               | Venezuela | 2004-05 |